# Lophotarsia minuta
Lophotarsia minuta är en fjärilsart som beskrevs av George Francis Hampson 1914. Lophotarsia minuta ingår i släktet Lophotarsia och familjen nattflyn. Inga underarter finns listade i Catalogue of Life.